# 165
Glej tudi: število 165
165 (CLXV) je bilo navadno leto, ki se je po julijanskem koledarju začelo na ponedeljek.

## Dogodki
- 1. januar

## Rojstva
- Balbin, 31.cesar Rimskega cesarstva († 238)
- Makrin, 24.cesar Rimskega cesarstva († 218)